# Hubert Timmer
Hubert Timmer (* 4. Juni 1889 in Neuss; † 22. April 1944 in Frankfurt-Preungesheim) war ein deutscher römisch-katholischer Gewerkschaftler und Märtyrer.

## Leben
Hubert Timmer wuchs in Neuss als Sohn eines Schreiners auf. Mit sieben Jahren verlor er seine Mutter. Er machte eine Schlosserlehre und begab sich 1907 auf eine Wanderschaft durch Deutschland, die ihn nach Essen, Würzburg und Berlin brachte. Er bildete sich zum Techniker und zum Kaufmann weiter, wurde christlicher Gewerkschaftler und Berufspolitiker der Zentrumspartei und kam in Berlin in Kontakt mit Friedrich Ebert und mit dem Sozialethiker Carl Sonnenschein. 1921 kam er nach Espa, später nach Butzbach (südlich von Gießen). Dort eröffnete er 1931 ein Lebensmittelgeschäft.
Wegen seiner offenen Worte über die nationalsozialistische Regierung wurde er im Mai 1933 zu drei Monaten Gefängnis und im Dezember 1934 zu einem Jahr Gefängnis verurteilt. Angesichts der verbrecherischen Regierung betrachtete er seine Verurteilung als eine Ehre. Am 10. November 1936 wurde er zur Schutzhaft im KZ Dachau verurteilt. Am 4. Juni 1939 wurde er entlassen, kam jedoch in das Strafgefängnis Frankfurt-Preungesheim und musste Zwangsarbeit für die Firma Alfred Teves leisten. Dort starb er im April 1944 im Alter von 54 Jahren an Entkräftung.

## Gedenken
Die deutsche Römisch-katholische Kirche hat Hubert Timmer als Märtyrer aus der Zeit des Nationalsozialismus in das deutsche Martyrologium des 20. Jahrhunderts aufgenommen. In der Gedenkstätte Laurenzikirche in Gau-Algesheim wird seiner gedacht. In der Weidigstraße 5 in Butzbach wurde 2010 zu seinem Gedenken ein Stolperstein verlegt. Auf dem Friedhof Butzbach ist an seinem Dauergrab eine Gedenktafel angebracht.